# 聖瑪麗斯鎮區 (愛荷華州米爾斯縣)
聖瑪麗斯鎮區（英語：St. Marys Township）是位於美國愛荷華州米爾斯縣的一個行政鎮區。

## 地方資料
根據2010年美國人口普查的數據，聖瑪麗斯鎮區的面積為40.47平方千米，當中陸地面積為38.99平方千米，而水域面積為1.48平方千米。當地共有人口121人，而人口密度為每平方千米2.99人。